# Шугар Рей Робінсон
Шугар Рей Робінсон (англ. Sugar Ray Robinson; справжнє ім'я— Волкер Сміт-молодший)— американський боксер-професіонал, який виступав у легкій, першій напівсередній, напівсередній, 1-й середній, середній, 2-й середній та напівважкій вагових категоріях. Чемпіон світу в напівсередній (1946-1950) та середній (1951, 1951-1952, 1955-1957, 1957 і 1958-1960) вагових категоріях. Займає 4-е місце у рейтингу найкращих боксерів всіх часів незалежно від вагової категорії за версією BoxRec. Найкращий боксер всіх часів незалежно від вагової категорії за версією часопису «Ринг» (2002), та сайту «Greatestever.com» (2009). Включений у «Міжнародний зал боксерської слави» (1990).

## Життєпис

### Боксер-любитель
Самостійні практичні заняття боксом Волкер Сміт почав приблизно восени 1934 року в спортивному залі «Salem Crescent Gym» на розі 7-й авеню і 129-й вулиці, що належить методистській церкві Салема. Цей зал був досить відомим місцем тренувань молодих (не обов'язково чорношкірих) боксерів Гарлема і, до речі, виступав власною командою у різних аматорських турнірах США, в тому числі у всеамериканському турнірі «Golden Gloves» («Золоті Рукавички»). Одним з тренерів і за сумісництвом менеджерів цього залу був Джордж Гейнфорд— людина, яка пізніше стане менеджером Робінсона в професіоналах, його другом, а поки візьме на себе роль наставника і частково батька.
Перші виступи на рингу Волкер провів навесні 1935-го року (точної дати немає ні в одному джерелі). У Нью-Йорку для хлопців до 16 років велика кількість різнопланових спортивних турнірів проводилося під патронажем Поліцейської Атлетичною Ліги Нью-Йорка. Саме на одному з таких містечкових змагань з боксу Робінсон і почався як боксер. На цих юнацьких турнірах Волкер (тоді ще) досить впевнено громив своїх супротивників і програв лише двічі: один раз досить відомому в майбутньому напівсередньоваговику Біллі Грему, боксерові, який жодного разу в своїй кар'єрі не був у нокдауні; інший - зовсім маловідомому і нічим не примітному Патсі Песке. Незважаючи на хороших вчителів і вдалі  бої, Волкер двічі був близький до того, щоб кинути бокс. Перший раз це сталося влітку 1936-го, коли після поразки Джо Луїса нокаутом Макс Шмелінг Волкер був настільки вражений, що навіть заклав в ломбард свою амуніцію, припускаючи, що продовжувати він не буде. Однак пізніше він передумав: любов до справи і розмова з Гейнфордом змусили його повернутися до тренування. І десь в цей же час, але трохи пізніше, про його заняття боксом дізнається його мати, яка прийшла в спортивний зал Salem Crescent і мала там довгу розмову з Гейнфордом, результатом якого стала обіцянка Гейнфорда і самого Волкера не брати участь в підпільних боях. Обіцянка стримувалося недовго - до осені 1936 го. Любов до боксу знову пересилила.
Восени 1936-го року Волкер Сміт вперше виступив в офіційному аматорському турнірі в Кінгстоні, штат Нью-Йорк і тоді ж він вперше отримав своє нове ім'я - Рей Робінсон. Від команди «Salem Crescent Gym» на турнір потрібен був хтось у вазі мухи (flyweight), і Волкер умовив Гейнфорда взяти його. Проблему віку і пов'язану з нею проблему відсутності у Волкера членської картки AAU (Американського Аматорського Союзу) вирішили просто— Волкер виступив під чужою ліцензією. І ця чужа ліцензія була на ім'я боксера Рея Робінсона. Так Волкер Сміт назавжди став Реєм Робінсоном, а за свій перший аматорський трьохраундовий бій, виграний ним одноголосним рішенням, він отримав 15 доларів— цілковита дрібниця з тих кількох мільйонів доларів, які він заробить боксом під цим ім'ям в подальшому.

## Професійна кар'єра
1940-1943
Перший професійний бій Робінсон провів 4 жовтня 1940-го, в нью-йоркському Медісон-Сквер Гардені, в рамках вечора боксу, головною подією якого стало п'ятнадцатираундове побоїще за титул абсолютного чемпіона світу в напівсередній вазі між Генрі Армстронгом і Фрітці Цівічем. Власний чотирьохраундовий бій, що відкривав вечір, Робінсон виграв достроково у другому раунді. Факт того, що Робінсон провів свій перший бій у справжній «Мецці» американського боксу, звичайно ж знаковий. Тут, ймовірно, свою роль зіграла його неабияка аматорська кар'єра. Але ще більш примітний факт того, що обох героїв головної події вечора Робінсон буде перемагати і вже зовсім скоро.

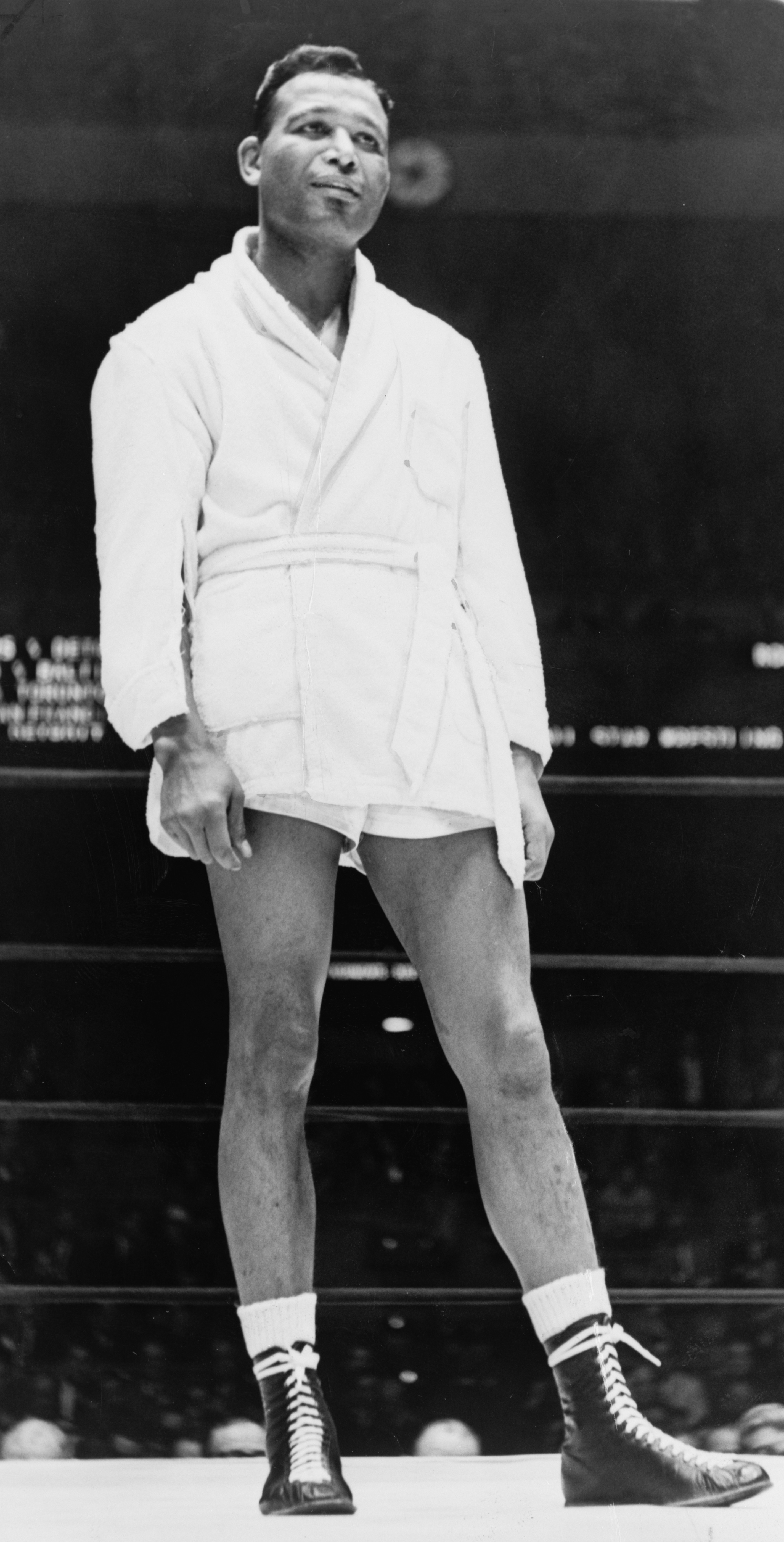
Робінсон, Медісон Сквер Гарден, 1966 рік

У липні 1941-го (21-й бій), всього через дев'ять місяців після початку кар'єри, Робінсон б'ється з останнім чемпіоном світу в легкій вазі за версією NBA World Семмі Енготтом і виграє бій одноголосним рішенням. У вересні 1941-го (24-й бій) в бою проти переможця п'яти чемпіонів світу в легкій вазі Максі Шапіро вперше вже сам Робінсон стає учасником «головної події» вечора в Медісон-Сквер Гардені - 4 нокдауну і перемога в третьому раунді . [ У наступний бій, всього через шість днів, Робінсон в Філадельфії перемагає суддівським рішенням не мавшого поразок, Марті Серво - боксера гостроатакуючого плану і майбутнього абсолютного чемпіона світу в напівсередній вазі. А вже в жовтні 1941-го (26-й бій) Робінсон, у головній події вечора в Медісон-Сквер Гардені зустрічається в ринзі з тим, в андеркарті бою кого він почав свою професійну кар'єру трохи більше року тому - з Фрітці Цівічем. Для Цівіча цей бій став 143-м. На той час він уже програв свій титул абсолютного чемпіона світу в легкій вазі, виграний у Армстронга, але боксер він був відомий, видовищний і технічний. Цей 10-ти раундовий бій Робінсон виграє суддівським рішенням, а другий бій з Цівічем через три місяці - і взагалі технічним нокаутом, завдавши тому, лише другої дострокової поразки в 147 боях.
У травні 1942-го (32-й бій) Робінсон вдруге зустрічається з Марті Серво і виграє бій роздільним рішенням суддів. Можливо, саме цей бій став би першою поразкою Робінсона: рефері бою віддав перемогу Серво, але двоє бічних суддів вирішили, що виграв Робінсон; разом - 2: 1 на користь Робінсона, але більшості глядачів в залі, рішення здалося геть несправедливим. У липні 1942-го (33-й бій) Робінсон повторно зустрічається з Семмі Енготтом, який в той момент вже був діючим абсолютним чемпіоном світу в легкій вазі і провів успішний захист титулу. Однак цей 10-ти раундовий бій не був чемпіонським - формально він проходив в категорії Junior Welter і пояс легкої ваги на кону не стояв. Так Робінсон переміг чинного чемпіона, але сам чемпіоном не став. Бій був примітний обопільним нокдауном під кінець восьмого раунду, але в підсумку Робінсон все ж, безпроблемно виграв і цю зустріч.
У жовтні 1942-го (36-й бій) Робінсон вперше б'ється зі справжнім спортсменом середньої ваги - Джейком ЛаМотта. То був їхній перший бій з шести, і його Робінсон виграв досить впевнено, чого не можна буде сказати про наступні чотири. Саме ЛаМотта в другій їх зустрічі в лютому 1943-го (41-й бій) Робінсон вперше в кар'єрі однозначно програє і за рішеннями суддів і за течією бою. У восьмому раунді бою Робінсон був навіть викинутий за канати, і підсумкова перемога ЛаМотта рішенням рефері і двох суддів як 3: 0 виглядала закономірною. До слова, наступний програний бій буде для Робінсона лише 133-м через вісім років щільної кар'єри. А поки, всього через три тижні в тому ж лютому 1943-го (43-й бій) Робінсон не надто впевнено перемагає ЛаМотта в їх третій зустрічі, знову побувавши в нокдауні. Втім, на зважуванні перед боєм ЛаМотта виявився важчим аж на 7 кг, так що, з урахуванням поправки на вагу, все виглядало для Робінсона може і не так вже й погано.
У серпні 1943-го (46-й бій) Робінсон в Медісон-Сквер Гардені перемагає колишнього абсолютного чемпіона світу в трьох вагових категоріях Генрі Армстронга - другого учасника того самого головної події вечора, в андеркарті якого Робінсон почав свою кар'єру. Єдиний раз в історії профі-боксу в рингу зустрілися два боксери, кожен з яких на сьогодні входить в десятку кращих All time на думку більшості фахівців. У 1943-му це ще не було відомо, але бій позиціонувався як неабияка подія: Армстронг мав в активі близько 30-ти чемпіонських боїв, а Робінсон вже тоді вважався кращим у цій вазі. Фактично ж, два легкоатлета з сильними ударами без побоїща і нокдаунів розіграли акуратну шахову партію, яку Робінсон виграв з невеликою, але одноголосною перевагою. Також є думка, що Робінсон спеціально влаштував цей бій для Армстронга, так як той мав потребу в грошах, і ніякого нокауту там і не передбачалося. У будь-якому випадку, саме цей бій став в деякому сенсі останнім в початковому періоді кар'єри Робінсона - на період більш ніж в один рік він припиняє виступи на професійному рингу і за призовом Військового Департаменту в групі чорношкірих боксерів (в якій в тому числі був Джо Луїс) відправляється в показове турне в діючі війська.
Чемпіон світу в напівсередній вазі
Повернення Робінсона на профі-ринг відбулося в жовтні 1944-го третьої зустріччю з технічним, але щодо ненаголошених напівсередньоваговик Іззі Джанаццо. У травні 1945-го (56-й бій) у Робінсона важкий бій з пуерторіканцем Хосе Басора. Фізично сильний контрпанчер Басора виявився важким противником для Робінсона. Бій обійшовся без нокдаунів, але після бою Робінсон сказав, що Басора б'є лише трохи слабкіше ЛаМотта. Кут Басора був незадоволений нічиєю і наполягав на повторному бою. І такий відбувся, але лише п'ять років по тому, вже за титул середньої ваги і з зовсім несподіваним результатом. У вересні 1945-го (59-й бій) Робінсон вп'яте зустрічається з ЛаМотта, який тільки що в серпні нокаутував Басора і взагалі був у відмінній формі. І їх п'ятий бій, можливо, став найкращим протистоянням друг-другу: в дуже близькому дванадцятираундовому бою Робінсон виграв роздільним рішенням, хоча ЛаМотта і взяв кінцівку бою. Після бою Робінсон зізнався, що це був найважчий бій в його кар'єрі. Наступний (і останній) раз вони зустрінуться в ринзі вже в 1951-му.
У лютому 1946-го в Медісон-Сквер Гардені проходить перший післявоєнний чемпіонський бій в напівсередній вазі. Незважаючи на 16 виграних поспіль боїв з осені 1944-го, сильну опозицію і звання некоронованого короля напівсередньої ваги, Робінсон не бере в ньому участі. Бій проводиться між чемпіоном Фредді Котчрейном , який завоював титул ще в 1941 році, побивши Фрітці Цівіча, і претендентом Марті Серво , якого двічі в 1941-42 перемагав сам Робінсон. Обидва, і чемпіон і претендент були білими, обидва мали репутацію видовищних бійців і обидва під час війни служили в армії - Котчрейн у флоті, а Серво в береговій охороні. Так що саме цей бій був радше даниною поваги обом, ніж прямою відмовою у визнанні сили Робінсона з огляду на його колір шкіри. Сам Робінсон в 1946-му продовжував битися в рейтингових боях і робив це настільки часто, наскільки можливо - проводив у середньому 1 бій в три тижні. У березні він третій і останній раз зустрівся з Семмі Енготтом (65-й бій) і четвертий, і також останній, з Іззі Джанаццо (66-й бій). Влітку проводить п'ять боїв, в яких у всіх перемагає достроково. А восени, через п'ять років після початку кар'єри, Робінсон нарешті отримує право битися за титул чемпіона світу в напівсередній вазі.
Чемпіонський бій був призначений на грудень 1946-го, а противником - Томмі Белл, з яким, до речі, Робінсон вже зустрічався в січні 1945-го. Перший і останній раз в історії чемпіонський бій санкціонували дві провідні американські боксерські організації - NYSAC і NBA. Обидва боксери, і Робінсон і Белл, були претендентами, так як титул належав Марті Серво, але той ще в березні у середній вазі в бою проти Роккі Граціано зазнав жорстокої поразки нокаутом, а в вересні, з огляду на травми після бою і неясності з продовженням своєї кар'єри, відмовився від захисту титулу. NYSAC запропонувала двох перших номерів свого рейтингу - Робінсона і Белла; NBA погодилася. Однак з огляду на те, що обидва боксери були чорні, решта впливових сил - промоутери, журналісти і мафія - не були настільки одностайними. З моменту появи цієї вагової категорії на початку 20-х, у неї був тільки один чорний чемпіон - Генрі Армстронг. Нового чорного чемпіона бачити хотіли не всі, а в цей раз це трапилося б  в будь-якому випадку. Проте, точка зору організацій взяла верх і бій відбувся. У скрутному для суддівства і досить рівному поєдинку стилів Робінсон виграє і абсолютно справедливо стає абсолютним чемпіоном світу в напівсередній вазі.
Чемпіон світу в середній вазі
100-й бій Робінсона в серпні 1949-го був раптом оголошено «елімінатором» - відбірковим боєм середньої ваги, переможець якого виходив на чемпіона, яким, до речі, тоді був Джейк ЛаМотта, який виграв титул у Марселя Сердана в червні. Противником Робінсона став Стів Белуасс - досить сильний середньоваговик з рекордом на момент бою 90-10-3. У Робінсона раніше з ним не було боїв, але була загальна опозиція, і цю опозицію Белуасс часто бив не менш упевнено, ніж сам Робінсон: наприклад, впевнено розгромив за очками Томмі Белла, нокаутував Джорджі Абрамса і Ізі Джанаццо. Перебуваючи все ще в статусі абсолютного чемпіона світу в напівсередній вазі, цей свій ювілейний бій Робінсон виграв і зробив це достроково. Однак, як виявилося, перемога йому нічого не гарантувала: для того, хто програв Белуасса зацікавленими особами був організований новий елімінатор, який Белуасс знову програв, а Робінсону нічого не залишалося, як і далі проводити рейтингові бої в середній вазі без жодної конкретики. Право на чемпіонський бій з ЛаМотта отримує француз Лоран Дотюій, який виграв у травні 1950-го той самий новий елімінатор. Робінсону в тому ж травні 1950-го (112-й бій) пропонується втішний приз - бій за титул чемпіона світу за версією Атлетичною Комісії штату Пенсильванія. Ні формально, ні фактично це не був повноцінний пояс абсолютного чемпіона світу в середній вазі, але, з огляду на абсолютно незрозумілі перспективи, це було хоч щось. Противником був призначений колишній чемпіон Європи в напівсередній вазі, француз Робер Війемен. Бій тривав усі 15 раундів, хоча підсумком на користь Робінсона. На свій наступний бій, в серпні 1950-го, Робінсон останній раз зганяє три з половиною кілограми ваги і захищає титул абсолютного чемпіона світу в напівсередній вазі проти Чарлі Фусарі. А через два тижні в своєму 114-му бою вже захищає виграний 80 днів тому титул середньої ваги за версією Пенсильванії. До слова, противником в цьому бою став Хосе Басора, з яким у Робінсона був важкий бій і нічия п'ять років тому, але в цей раз все було скінчено вже в першому раунді.
Зрештою, провівши за вересень-грудень 1950-го 9 (дев'ять) переможних рейтингових боїв в середній вазі, Робінсон на лютий 1951-го нарешті отримує право на чемпіонський бій за титул абсолютного чемпіона світу в середній вазі, яким тоді все ще залишався Джейк ЛаМотта. Для Робінсона цей бій став 124-м, для ЛаМотта - 95-м, а для них обох - шостим один проти одного. І хоча за п'ять боїв статистика перемог була на користь Робінсона як 4-1, проте вирішальної переваги в самих поєдинках у Робінсона особливо не було, а другу зустріч ЛаМотта так взагалі виграв майже розгромно. Проте, в ставках на бій Робінсон був фаворитом 3: 1. І в принципі, в рингу підтвердив це, єдиний раз з шести досить однобічно розгромивши ЛаМотта, закінчивши бій достроково (хоча і так і не зваливши Джейка Ламотта) і ставши, таким чином, вже першим кольоровим абсолютним чемпіоном світу в середній вазі. За драму в рингу бій був пізніше названий «Побоїще в День Святого Валентина».
Після виграшу титулу Робінсон проводить 2 нечемпіонскіх десятираундового бою в США в квітні, а в травні, як діючий чемпіон світу, виїжджає в турне по Європі для зустрічі з боксерами, які входять в першу десятку рейтингу EBU. Там, переїжджаючи з країни в країну (Франція-Швейцарія-Бельгія-Німеччина-Італія), Робінсон проводить за 6 тижнів 6 боїв, які досить однобічно виграє, і сьомим, останнім європейським боєм, в Лондоні, зустрічається з тодішнім чемпіоном Європи, яким на той час був британець Ренді Турпін. Незважаючи на те, що початок 50-х було часом розквіту Робінсона як боксера, свій перший захист титулу в середній вазі в липні 1951-го (133-й бій) він програє рішенням суддів. Може позначилася накопичена втома попередніх 6 тижнів, або ще що, хоча сам Робінсон визнав, що Турпін просто був краще. У матчі-реванші у вересні 1951-го, вже в Нью-Йорку, Робінсон виграє у Турпіна достроково, хоча до середини бою все поверталося до того, що Робінсон програє вдруге поспіль. Після повторного завоювання титулу, Робінсон не розмінюватися на проміжні бої і проводить два успішні захисти титулу - з Карлом Бобо Олсоном в березня 1952 р-го (135-й бій) і Роккі Граціано в квітня 1952-го (136-й бій) . А в червні 1952-го, всього через два місяці після бою з Граціано, робить спробу завоювати титул абсолютного чемпіона світу в напівважкій вазі, що належить тоді Джої Максиму. Спроба виявилася невдалою: виграючи бій за очками з противником важче його на 7 кілограм, Робінсон не зміг довести справу до перемоги і взагалі єдиний раз в кар'єрі програв достроково. Але насправді нокауту не було: більше енергозатратна манера ведення бою Робінсоном при спеці в 41 градус в тіні привела до того, що він просто не зміг фізично вийти на 14 раунд. У грудня 1952-го, все ще перебуваючи в статусі чемпіона світу в середній вазі, але так більше і не провівши жодного бою, Робінсон раптом вирішив закінчити кар'єру. На той момент він провів 137 боїв з яких 131 виграв, 3 програв (Джейку ЛаМотта, Ренді Турпін і Джої Максиму), 2 звів внічию і 1 був визнаний таким, що не відбувся.
Останні 11 років
Друга частина кар'єри Робінсона почалася в січні 1955-го десятираундовим боєм з боксером з десятки американського рейтингу. Провівши взагалі 6 рейтингових боїв за 1955 рік (у тому числі один програвши і останній з шести вигравши з великими труднощами) до кінця року Робінсон все-таки знову отримав право на бій за титул - в даному випадку в грудні 1955-го з Бобо Олсоном. Олсон, до слова, став чемпіоном світу в середній вазі після відходу Робінсона, провів на той час три успішних захисту титулу, так само вчинив вилазку в напівважку вагу, де виграв у Джої Максима, і для Олсона це був 78-й бій і 5 й чемпіонський бій в середній вазі. А для Робінсона це став 144-й бій, 6-й чемпіонський бій в середній вазі і третя спроба завоювати титул кращого виступаючи у середній вазі. Для них обох бій став третьою обопільною зустріччю, і Робінсон знову її виграв, в цей раз нокаутом у другому раунді. У наступному для них обох бою - в матчі-реванші - Робінсон виграв повторно і таким чином захистив титул. У січні 1957-го Робінсон не зміг захистити титул в бою проти Джина Фуллмера. У матчі-реванші, в травні 1957-го, виграв бій нокаутом і став чотириразовим чемпіоном світу в середній вазі. У наступному бою, у вересні 1957-го, який став боєм 1957-го року за версією журналу «Ринг», Робінсон програє титул Кармену Базиліо. У матчі-реванші, який став настільки ж жорстким і видовищним, виграє титул знову, ставши, таким чином, п'ятикратним чемпіоном світу в середній вазі. У січні 1960-го Робінсон програє Полу Пендер. А в матчі-реванші, в червні 1960-го, програє знову. І цей бій, який став для Робінсона 154-м за рахунком, став для нього і останнім 13-м боєм за титул абсолютного чемпіона світу в середній вазі. Відразу після нього Робінсон провів два бої підряд з Джином Фуллмером за титул чемпіона світу за версією NBA World, але, по-перше, ці два бої не були визнані боями за абсолютний титул, а по-друге, Робінсон перший бій звів внічию, а другий і взагалі програв. Таким чином, 156-й бій (березень 1961-го) став останнім значущим боєм Робінсона - більше чемпіонських боїв в його кар'єрі не було.
Останні 4 роки і 44 бої своєї кар'єри Робінсон провів, головним чином, з маловідомими боксерами США і Європи. За єдиним винятком це все були 10-ти раундові бої; 30 з них Робінсон виграв, 10 програв, 3 звів внічию і 1 бій був визнаний таким, що не відбувся. З відносно відомих його противниками були: майбутні абсолютні чемпіони WBA / WBC в 1-м середньому вазі Денні Мойєр (158-й і 161-й бої) і Ральф Дюпа (167-й бій), останній абсолютний чемпіон світу в середній вазі Террі Даунс (164-й бій), майбутній абсолютний чемпіон WBA / WBC в середній вазі Джої Джіарделло (171-й бій). У листопаду 1965-го, провівши свій 200-й бій проти, як тоді здавалося, висхідної зірки середньої ваги Джої Арчера і програвши його, Робінсон закінчив кар'єру вдруге і вже остаточно. На момент останнього бою Робінсону було 44 роки і 6 місяців.